# Планер летательного аппарата

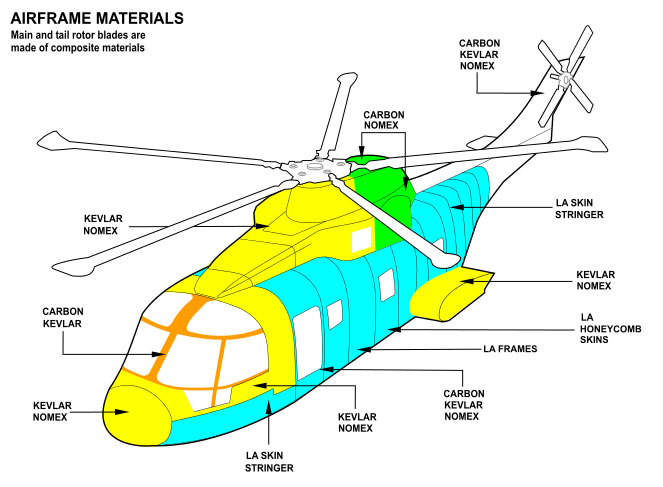
Планер вертолёта AgustaWestland AW101. Используемые конструкционные материалы обозначены разными цветами (LA = light alloys, лёгкие сплавы).

Пла́нер лета́тельного аппара́та — несущая часть самолёта без силовой установки и целевого оборудования. В авиастроении обычно говорят пла́нер, так как авиаспециалисты разделяют термины:
- планёр — безмоторный планирующий летательный аппарат;
- пла́нер — несущая конструкция летательного средства (о несущей конструкции планёра можно сказать: планер планёра).

Планер и его системы включают: фюзеляж (лодку), в том числе крыло, оперение, гондолы двигателей (пилоны); фонарь, окна, двери, люки, створки; шасси и его системы; систему управления полётом; топливную систему; гидравлическую систему; пневматическую систему; противообледенительную систему; систему кондиционирования; противопожарное оборудование; систему предупреждения и ликвидации помпажа; пассажирское и бытовое оборудование; погрузочно-швартовочное оборудование; систему водоснабжения и удаления отбросов; бортовую вспомогательную силовую установку; тормозную посадочную парашютную систему; систему аварийного покидания и спасения; систему управления входным устройством (воздухозаборником).
Также термин планер применяют к конструкции вертолёта, в соответствии с перечнем конструктивных узлов и систем, изложенным абзацем выше.
Современными авиационными специалистами отмечается существенное влияние характеристик планера самолёта на весовую эффективность конструкции самолёта в целом:

Масса планера составляет основную часть массы конструкции самолёта и, следовательно, существенным образом влияет на эффективность самолёта.
Масса конструкции планера самолёта зависит от его назначения и лётно-технических характеристик.
Так, например, на долю конструкции планера приходится:
25−32 % взлётной массы дозвуковых пассажирских магистральных самолётов;
29−31 % взлётной массы дозвуковых пассажирских самолётов местных авиалиний;
32−34 % взлётной массы спортивно-пилотажных самолётов;
18−28 % взлётной массы бомбардировщиков;
28−32 % взлётной массы истребителей.
— 
Действующие в настоящее время требования к элементам конструкции планера самолёта изложены в Международных авиационных правилах редакции 2004 года.

## История
Планеры первых самолётов изготовлялись из дерева и ткани. В дальнейшем применялась бакелитовая фанера.
Первый цельнометаллический самолёт в мире — моноплан Junkers J-1 — был построен в 1915 году.
Первый в мире цельнометаллический серийный бомбардировщик-моноплан — советский ТБ-1 (1925).
Первый цельнометаллический пассажирский и военно-транспортный самолёт — немецкий Junkers Ju 52 (1931).
Отделяемая носовая часть фюзеляжа (вместе с герметической кабиной) впервые была реализована в советском Су-17 (1949) (в дальнейшем такой принцип был реализован на американских F-111).

## Планер самолёта
Планер самолёта образован крылом, соединённым с оперением и различного рода рулями, и является сочетанием аэродинамических средств создания подъёмной силы и управляющих и уравновешивающих сил и моментов. На первом этапе эволюции самолёта связь оперения и рулей с крылом осуществлялась с помощью лёгких носовых и хвостовых ферм, а сиденья экипажа, двигатели, целевая нагрузка и оборудование укреплялись на элементах конструкции крыла, либо размещались в специальных гондолах, установленных на крыле. По мере роста скоростей полёта сила сопротивления ферменных связей достигла неприемлемо больших значений, и тогда конструкторы самолётов стали объединять связующие и вмещающие элементы планера в единое удобообтекаемое тело — фюзеляж. В большинстве построенных самолётов соединение оперения с крылом осуществляется посредством фюзеляжа, поэтому фюзеляж принято относить к планеру. Время от времени, для улучшения тех или иных частных свойств самолёта, вместо фюзеляжа конструкторы вводили две хвостовые балки и центральную гондолу. В поисках путей уменьшения силы сопротивления создавались схемы планера, в которых для размещения функциональных элементов, экипажа и целевой нагрузки в большей мере использовался внутренний объём крыла («летающее крыло», «бесхвостка», «составное крыло», «интегральная схема») в таких схемах фюзеляж вырождается в гондолу больших или меньших размеров. Главная первичная функция планера самолёта — создание потребных аэродинамических сил и моментов, вторичная функция планера самолёта — установочная: планер самолёта служит платформой для установки всех элементов самолёта, а также для размещения экипажа и целевой нагрузки внутри или на внешней подвеске.
Геометрические характеристики планера — параметры, понятия и термины, используемые в проектно-конструкторских бюро и НИИ при проектировании самолётов, обработке материалов испытаний моделей самолётов в аэродинамических трубах и материалов лётных испытаний самолётов, для сравнительного анализа результатов испытаний моделей и натурных объектов. Однозначное толкование геометрических характеристик планера является необходимым условием для определения наименований его элементов при выполнении расчётов характеристик самолёта.
Аэродинамическая поверхность планера — образована омываемыми набегающим воздушным потоком внешними поверхностями основных частей (элементов) планера и их сопряжениями, в составе: несущая поверхность (крыло); концевые шайбы и вертикальные законцовки крыла, корпус (фюзеляж); управляющие и стабилизирующие поверхности (органы управления, стабилизаторы, кили); омываемые воздушным потоком элементы силовой установки (воздухозаборные и выходные устройства, гондолы двигателей), гондолы шасси (крыльевые, фюзеляжные), гондолы внешней подвески (подвесные топливные баки, контейнеры), пилоны подвески гондол двигателей, пилоны для элементов внешних подвесок
Аэродинамическая компоновка планера — в различных вариантах определяет собой:
 — аэродинамический тип самолёта (винтовой, дозвуковой реактивный, сверхзвуковой);
 — общую аэродинамическую схему самолёта («нормальная», «бесхвостка», «утка»);
 — схему крыла (биплан, подкосный моноплан, свободнонесущий моноплан);
 — геометрические характеристики крыла;
 — тип механизации крыла;
 — схему сопряжения крыла с фюзеляжем (низкоплан, среднеплан, высокоплан, интегральная);
 — схему и геометрические характеристики фюзеляжа;
 — схему расположения двигателей (на фюзеляже, в фюзеляже, на крыле, в крыле, над крылом, под крылом), на киле, в киле комбинированную);
 — схему хвостового оперения (однокилевое, двухкилевое, трёхкилевое, разнесенное);
 — схему шасси;
Конфигурация планера — определяется положением взлётно-посадочной механизации крыла, положением шасси, положением крыла изменяемой стреловидности, положением тормозных устройств (тормозных щитков, спойлеров, интерцепторов), вариантом внешних подвесок — в соответствии с полётным заданием и режимами полёта.